# Spiritual State
 (mars 2020).
Albums de Nujabes
Modal Soul
(2005)
Spiritual State est le troisième album et le premier posthume du DJ japonais Nujabes, sorti le 3 décembre 2011 au Japon et produit par Hydeout Production.

## Liste des titres
| No  | Titre                                             | Durée |
| --- | ------------------------------------------------- | ----- |
| 1.  | Spiritual State (featuring Uyama Hiroto)          |       |
| 2.  | Sky is Tumbling (featuring Cise Star)             |       |
| 3.  | Gone Are The Days (featuring Uyama Hiroto)        |       |
| 4.  | Spiral                                            |       |
| 5.  | City Lights (featuring Pase Rock & Substantial)   |       |
| 6.  | Color of Autumn                                   |       |
| 7.  | Dawn on the Side                                  |       |
| 8.  | Yes (featuring Pase Rock)                         |       |
| 9.  | Rainyway Back Home                                |       |
| 10. | Far Fowls                                         |       |
| 11. | Fellows                                           |       |
| 12. | Waiting For The Clouds (featuring Substantial)    |       |
| 13. | Prayer                                            |       |
| 14. | Island (featuring Uyama Hiroto & Haruka Nakamura) |       |